# NGC 4887
NGC 4887 est une galaxie lenticulaire située dans la constellation de la Vierge. Sa vitesse par rapport au fond diffus cosmologique est de 3 015 ± 43 km/s, ce qui correspond à une distance de Hubble de 44,5 ± 3,2 Mpc (∼145 millions d'al). NGC 4887 a été découverte par l'astronome allemand Ernst Wilhelm Tempel en 1882.

## Supernova
La supernova SN 1964D a été découverte le 13 février 1964 dans NGC 4887 par l'astronome mexicain Guillermo Haro. Le type de cette supernova n'a pas été déterminé.